# Seven Wonders
Seven Wonders ist eine Fantasy-Buchreihe von Peter Lerangis. Die deutsche Übersetzung erschien beim cbj-Verlag. Es werden die Abenteuer von Jack McKinley und seinen Freunden Cass, Marco und Aly auf der Suche nach den antiken sieben Weltwundern beschrieben.

## Bücher

### Der Koloss erwacht
Der erste Band erschien am 27. Oktober 2014 auf Deutsch (ISBN 978-3-570-15846-3). Das Original heißt The Colossus Rises und erschien im Februar 2013.
Jack erfährt, dass er und seine Freunde Cass, Marco und Aly Nachfahren von Göttern sind und somit über unglaubliche Kräfte verfügen. Sie müssen zur Rettung der Welt das Geheimnis ihres Erbes aufdecken. Dazu müssen sie die 7 antiken Weltwunder finden und deren Rätsel lösen. Als Erstes geht es zum Koloss von Rhodos.

### Die Bestie von Babylon
Der zweite Band erschien am 27. April 2015 auf Deutsch (ISBN 978-3-570-17076-2). Das Original heißt Lost in Babylon und erschien im Oktober 2013.
Nach dem Sieg über den Koloss bleibt Jack und seinen Freunden keine Zeit zum Ausruhen oder Freuen. Einer von ihnen ist gemeinsam mit dem 1. der 7 magischen Gefäße der Weltwunder verschollen, und so begeben sie sich nach Babylon in die Hängenden Gärten der Semiramis.

### Das Grabmal der Schatten
Der dritte Band erschien am 26. Oktober 2015 auf Deutsch (ISBN 978-3-570-17114-1). Das Original heißt The Tomb of Shadows und erschien im Mai 2014.
Nachdem sie in Babylon feststellen mussten, dass einer der vier Freunde ein Verräter ist, brechen die restlichen zum Mausoleum von Halikarnassos auf, wo ein Heer von Untoten auf sie wartet.

### Der Fluch des Götter-Königs
Der vierte Band erschien am 24. Mai 2016 auf Deutsch (ISBN 978-3-570-17115-8). Das Original heißt The Curse of the King und erschien im März 2015.
Gerade so Untotenhorden des Grabmals entronnen, geht die Reise der drei weiter zur Zeus-Statue. Diesmal scheint es aber keine Rettung zu geben, als diese sich doch von völlig unerwarteter Seite zeigt. Trotzdem wird einer der Freunde entführt.

### Der letzte Kampf des Dämons
Die deutsche Ausgabe des fünften und letzten Bandes erschien am 28. November 2016 (ISBN 978-3-570-17116-5). Das Original heißt The Legend of the Rift und erschien im März 2016.
Auf der Suche nach den letzten magischen Gefäßen und ihrer Freundin Aly müssen nun die Nachfahren der Götter zu den restlichen Weltwundern reisen. So geht es zum Tempel der Artemis und zum Leuchtturm von Alexandria, bevor sie sich dem Götterkönig von Atlantis in dessen Heimat stellen.